# حكومة المغرب 2012
الحكومة المغربية لـ2012 أو حكومة بنكيران الأولى هي الحكومة التنفيذية الثلاثون منذ استقلال المملكة المغربية (1956) يرأسها عبد الإله بنكيران (عن حزب العدالة والتنمية)، لتكون أوّل حكومة يقودها إسلاميون منذ الاستقلال. نتجت عن الانتخابات التشريعية المغربية 2011 التي عقبت تعديل دستوري مهم استُفتي عليه عام 2011. وعُيّنت هذه الحكومة الائتلافية رسميّاً من قبل ملك المغرب يوم 3 يناير 2012  بعد أن استمرت مشاورات التشكيل 36 يوما.
تضم حكومة بنكيران 32 وزيراً من كل من حزب العدالة والتنمية (11 حقائب) إضافة إلى وزراء من أحزاب الاستقلال (6) والتقدم والاشتراكية (4) والحركة الشعبية(4)، وآخرون مستقلّون. وحملت التشكيلة الحكومية الجديدة إحداث وزارتين جديدتين هما الوزارة المنتدبة المكلفة بالميزانية، والوزارة المكلفة بالوظيفة العمومية وتحديث الإدارة وتمكنت حكومة بنكيران في الانتخابات التشريعية السابع أكتوبر في الحفاظ على مكانتها ب 177 مقعد برلماني

## الائتلاف الحكومي
بعد اسبوعين من المفاوضات بين رئيس الحكومة عبد الإله بنكيران والأحزاب السياسية المشاركة في الحكومة، كُشف النقاب رسميا عن التحالف ليل الاثنين 12  ديسمبر 2011 عقب اجتماع عبد الإله بنكيران مع الأمناء العامين للأحزاب بعد أن قبلت المشاركة.
|  | رتبة | الحزب                        | % (برلمان 2011) | المقاعد (برلمان 2011) | عدد الوزراء |
|  | ---- | ---------------------------- | --------------- | --------------------- | ----------- |
|  | 1    | حزب العدالة والتنمية (PJD)   | 27,08 %         | 107 (+61)             | 11          |
|  | 2    | حزب الاستقلال (PI)           | 15,19 %         | 60 ( +8)              | 6           |
|  | 6    | الحركة الشعبية (MP)          | 8,10 %          | 32 (▼ -9)             | 4           |
|  | 8    | حزب التقدم والاشتراكية (PPS) | 4,55 %          | 18 ( +1)              | 4           |
|  | --   | المجموع                      | 54,94 %         | 217 ( +61)            | 31          |

## التشكيل

### المشاورات
خلال فترة تشاورات التحالف، تسربت اشاعات إعلامية كثيرة أهمها أن حزب العدالة والتنمية الإسلامي الذي يقوده عبد الإله بنكيران يواجه عقبات في تشكيل حكومته، بسبب معارضة القصر لترشيحات بنكيران لوزيري العدل والخارجية، لكن التحالف نفى أن يكون هناك تأجيل أو مضايقات. فتعيين الملك لحكومة جديدة ليس أمرا فوريا وان أسماء المرشحين يجب أن تخضع للمناقشة.
كما فسر البعض تأخر الإعلان عن الحكومة بسبب وجود خلافات بين حزبي «المصباح» و«الميزان» بشأن توزيع الحقائب الوزارية. وقلل بنكيران من هذا الحادث واصفاً إياه: حادث بسيط مع حزب الاستقلال حول وزارة التجهيز والنقل. ومن أسباب تأخير تعيين الحكومة كذلك، استمرار وضع اللمسات الأخيرة علي بعض «الجزئيات» علي حد وصف عباس الفاسي الأمين العام لحزب الاستقلال، الذي استثني من الاستوزار.

### التعيين الرسمي
توصل الوزراء الجدد باتصال هاتفي في 3 يناير 2012 من وزارة القصور الملكية والتشريفات والأوسمة، وهي وزارة تتبع الملك مباشرة ولا علاقة لها بالحكومة، للحضور إلى مبنى القصر الملكي في الرباط ساعتين قبل موعد التعيين الذي حدد عند الساعة الواحدة زوالا بتوقيت الرباط.
عين الملك محمد السادس حكومة عبد الإله بن كيران، الأمين العام لحزب العدالة والتنمية، والتي شملت 31 وزيرا ووزيرا منتدبا، تضمنت وزيرة واحدة هي بسيمة الحقاوي.

### مجلس الوزراء
يوم الخميس 5 يناير 2012 انعقد أول مجلس للحكومة ترأسه بنكيران. وترأس الملك محمد السادس أول مجلس وزاري يوم الثلاثاء 7 فبراير 2012 بقاعة العرش٬ بالقصر الملكي بالرباط٬ .

## التوزيع الوزاري
| حكومة عبد الإله بنكيران (2012) | حكومة عبد الإله بنكيران (2012)                                       | حكومة عبد الإله بنكيران (2012) | حكومة عبد الإله بنكيران (2012) | حكومة عبد الإله بنكيران (2012)                                  | حكومة عبد الإله بنكيران (2012)                                                      |
| # | الوزارة                                                              | اسم الوزير                     | عن حزب                         | موقع الوزارة                                                    | ملاحظة                                                                              |
| --- | -------------------------------------------------------------------- | ------------------------------ | ------------------------------ | --------------------------------------------------------------- | ----------------------------------------------------------------------------------- |
| 1 | رئاسة الحكومة                                                        | عبد الإله بنكيران              | حزب العدالة والتنمية           | الموقع الرسمي                                                   | --                                                                                  |
| 2 | وزارة الدولة                                                         | عبد الله بها                   | حزب العدالة والتنمية           | --                                                              | وزارة ملحقة، دون حقيبة وزارية                                                       |
| الوزراء |                                                                      |                                |                                |                                                                 |                                                                                     |
| 3 | وزارة الداخلية                                                       | محند العنصر                    | الحركة الشعبية                 | ؟؟                                                              | وزارة سيادية سابقا                                                                  |
| 4 | وزارة الشؤون الخارجية والتعاون                                       | سعد الدين العثماني             | حزب العدالة والتنمية           | الموقع الرسمي نسخة محفوظة 9 يوليو 2014 على موقع واي باك مشين.   | --                                                                                  |
| 5 | وزارة العدل والحريات                                                 | مصطفى الرميد                   | حزب العدالة والتنمية           | الموقع الرسمي                                                   | --                                                                                  |
| 6 | وزارة الأوقاف والشؤون الإسلامية                                      | أحمد التوفيق                   | تقنقراطي                       | الموقع الرسمي                                                   | وزارة سيادية سابقا، تُعنى بالحقل الديني، تأطير الوعاظ، إدارة أماكن العبادة وصيانتها. |
| 7 | الأمانة العام للحكومة                                                | إدريس الضحاك                   | تقنقراطي                       | الموقع الرسمي نسخة محفوظة 20 يونيو 2012 على موقع واي باك مشين.  | --                                                                                  |
| 8 | وزارة الاقتصاد والمالية                                              | نزار بركة (استقال)             | حزب الاستقلال                  | الموقع الرسمي                                                   | --                                                                                  |
| 9 | وزارة السكنى والتعمير وسياسة المدينة                                 | نبيل بنعبد الله                | حزب التقدم والاشتراكية         | الموقع الرسمي                                                   | --                                                                                  |
| 10 | وزارة الفلاحة والصيد البحري                                          | عزيز أخنوش                     | تقنقراطي                       | الموقع الرسمي نسخة محفوظة 11 سبتمبر 2021 على موقع واي باك مشين. | --                                                                                  |
| 11 | وزارة التربية الوطنية                                                | محمد الوفا                     | حزب الاستقلال سابقا            | الموقع الرسمي                                                   | وزارة مهتمة بمحو الأمية والتعليم الأساسي، الإعدادي والثانوي                         |
| 12 | وزارة التعليم العالي والبحث العلمي وتكوين الأطر                      | لحسن الداودي                   | حزب العدالة والتنمية           | الموقع الرسمي نسخة محفوظة 20 أكتوبر 2013 على موقع واي باك مشين. | --                                                                                  |
| 13 | وزارة الشباب والرياضة                                                | محمد أوزين                     | الحركة الشعبية                 | الموقع الرسمي                                                   | وزارة مهتمة بمراكز دعم الشباب والتأطير الرياضي والمنشآت الرياضية                    |
| 14 | وزارة التجهيز والنقل                                                 | عبد العزيز الرباح              | حزب العدالة والتنمية           | الموقع الرسمي                                                   | وزارة مهتمة بإنجاز وتجهيز البنية التحتية المغربية                                   |
| 15 | وزارة الصحة                                                          | الحسين الوردي                  | حزب التقدم والاشتراكية         | الموقع الرسمي                                                   | --                                                                                  |
| 16 | وزارة الاتصال الناطقة الرسمية باسم الحكومة                           | مصطفى الخلفي                   | حزب العدالة والتنمية           | الموقع الرسمي                                                   | --                                                                                  |
| 17 | وزارة الطاقة والمعادن والماء والبيئة                                 | فؤاد الدويري (استقال)          | حزب الاستقلال                  | الموقع الرسمي                                                   | --                                                                                  |
| 18 | وزارة التشغيل والتكوين المهني                                        | عبد الواحد سهيل                | حزب التقدم والاشتراكية         | الموقع الرسمي                                                   | --                                                                                  |
| 19 | وزارة الصناعة والتجارة والتكنولوجيات الحديثة                         | عبد القادر اعمارة              | حزب العدالة والتنمية           | الموقع الرسمي                                                   | --                                                                                  |
| 20 | وزارة السياحة                                                        | لحسن حداد                      | الحركة الشعبية                 | الموقع الرسمي                                                   | --                                                                                  |
| 21 | وزارة التضامن والمرأة والأسرة والتنمية الاجتماعية                    | بسيمة الحقاوي                  | حزب العدالة والتنمية           | موقع رسمي                                                       | --                                                                                  |
| 22 | وزارة الثقافة                                                        | محمد الأمين الصبيحي            | حزب التقدم والاشتراكية         | موقع رسمي                                                       | --                                                                                  |
| 23 | وزارة الصناعة التقليدية                                              | عبد الصمد قيوح (استقال)        | حزب الاستقلال                  | --                                                              | --                                                                                  |
| 24 | وزارة مكلف بالعلاقات مع البرلمان والمجتمع المدني                     | الحبيب الشوباني                | حزب العدالة والتنمية           | الموقع الرسمي                                                   | --                                                                                  |
| الوزراء الملحقون |                                                                      |                                |                                |                                                                 |                                                                                     |
| 25 | وزارة منتدبة لدى رئيس الحكومة مكلفة بإدارة الدفاع الوطني             | عبد اللطيف لوديي               | تقنقراطي                       | غير موجود                                                       | وزارة ملحقة                                                                         |
| 26 | وزارة منتدبة لدى رئيس الحكومة المكلفة بالمغاربة المقيمين في الخارج   | عبد اللطيف معزوز               | حزب الاستقلال                  | الموقع الرسمي                                                   | وزارة ملحقة، مهتمة بأمور الجالية المقيمة بالخارج                                    |
| 27 | وزارة منتدبة لدى وزير الداخلية                                       | الشرقي الضريس                  | تقنقراطي                       | غير موجود                                                       | وزارة ملحقة                                                                         |
| 28 | وزارة منتدبة لدى وزير الشؤون الخارجية والتعاون                       | يوسف العمراني (استقال)         | حزب الاستقلال                  | غير موجود                                                       | وزارة ملحقة                                                                         |
| 29 | وزارة منتدبة لدى رئيس الحكومة مكلفة بالشؤون العامة والحكامة          | محمد نجيب بوليف                | حزب العدالة والتنمية           | غير موجود                                                       | وزارة ملحقة                                                                         |
| 30 | وزارة منتدبة لدى رئيس الحكومة مكلفة بالوظيفة العمومية وتحديث الإدارة | عبد العظيم الكروج              | الحركة الشعبية                 | غير موجود                                                       | وزارة ملحقة                                                                         |
| 31 | وزارة منتدبة لدى وزير الاقتصاد والمالية مكلفة بالميزانية             | ادريس الأزمي الإدريسي          | حزب العدالة والتنمية           | غير موجود                                                       | وزارة ملحقة                                                                         |
| - وزارة سيادية: وزارة تابعة للقصر الملكي مباشرة (تم تقليص عددها بدستور 2011) - وزارة منتدبة: هي «وزارة ملحقة» بوزارة رئيسية أخرى - --: معلومة غير متوفرة أو غير موجودة 1. 2. |                                                                      |                                |                                |                                                                 |                                                                                     |

## الشعبية
بعد اسبوع فقط من فوز حزب العدالة والتنمية في الانتخابات 27، وُجد استطلاع للرأي أجري نيابة عن المجلة الأسبوعية أكتويل من قبل معهد «LMS - CSA» (الفرع المغربي لمعهد استطلاع الرأي الفرنسي «CSA») يكشف عن أن 82% من المغاربة لهم الثقة في رئيس الحكومة عبد الإله بنكيران. لكنه يظهر أيضا أن مكافحة الفساد، تحسين فرص الحصول على الرعاية الصحية وإصلاح التعليم هي من المسؤوليات الأولى للحكومة في أعين السكان.
ارتفع عدد المشاهدين الذين تتبعوا جلسة الأسئلة الشفوية في مجلس النواب المغربي التي حضرها رئيس الحكومة، عبد الإله ابن كيران يوم الإثنين 14 ماي 2012، وتحدث فيها إلى النواب البرلمانيين والرأي العام لمدة حوالي 186 دقيقة، وبتثها القناة الأولى، حيث بلغت 2 ملايين مشاهد بعدما لم تكن تحظ سابقًا إلا بحوالي 100 ألف مشاهد فقط في أحسن الأحوال.

## انتقادات وخروقات دستورية

### تشكيل الحكومة
بعد انتظار طويل للتطلع إلى أول حكومة تبرز تجليات الديمقراطية المغربية الفتية، قدم رئيس الحكومة تشكيلة وزارية تضم 6 وزراء تقنقراط، ما يتنافى مع روح الدستور التي تبرز أن الأداء الحكومي يجب أن يتماشى مع مقررات أحزاب الأغلبية التي اختارها الشعب في الانتخابات التشريعية 2011.
تعالت أصوات انتقاد لرئيس الحكومة من العديد من الفعاليات السياسية والمدنية في المجتمع المغربي ل«تغييب» دور المرأة في ظل حكومة «خشنة» وُجدت فيها فقط امرأة وحيدة في خندق وزارة الأسرة والتضامن. وهو ما اعتبره البعض تراجعاً عن المكتسبات التي حققتها المرأة المغربية في السنوات السابقة. حيث شغلن سبع حقائب في الحكومة السابقة.

### تنصيب الحكومة
بعد التعيين الملكي للحكومة مباشرة، سارع جل الوزراء في نفس اليوم إلى تسلم السلط من الوزراء السابقين والتصريح ببعض المخططات الوزارية، قبل مصادقة الحكومة رسميا من طرف مجلس النواب. هذا ما يتنافى مع الدستور الذي ينص على كل من التعيين والتنصيب قبل تولي أداء السلطة التنفيذية.

### الإتلاف الحكومي
هناك انتقاد شديد من داخل وخارج الإاتلاف الحكومي، حيث يتهم رئاسة الحكومة بالسلطوية واستبداد القرار وتهميش أدوار كل من الحلفاء والمعارضة ما دفع بأقوى حليف للحزب الحاكم بالتهديد بالخروج من الحكومة ومواجهة سلطوية الحزب الحاكم من المعارضة.

## البرنامج الحكومي
| الوعد                                                                                | الوسيلة | النتيجة /استطلاع | ملاحظة |
| ------------------------------------------------------------------------------------ | --- | ---------------- | ------ |
| حصر نسبة عجز الميزانية في حدود 3 بالمائة من الناتج الداخلي الخام                     | إرساء حكامة جديدة لتدبير الموارد المالية العمومية واعتماد سياسة ترشيد النفقات العمومية وإصلاح صندوق المقاصة | ؟؟               |        |
| معدل النمو في 5.5 في المائة                                                          | دعم الطلب الداخلي وتقوية الطلب الخارجي                                                                      | ؟؟؟              |        |
| 6 في المائة لنسبة نمو الناتج الداخلي الخام غير الفلاحي                               | مثال | مثال             | مثال   |
| ضبط التضخم في حدود 2 في المائة                                                       | مثال | مثال             | مثال   |
| تخفيض معدل البطالة إلى 8 في المائة                                                   | مثال | مثال             | مثال   |
| تكريس المنافسة والشفافية وتكافؤ الفرص في الولوج إلى الصفقات العمومية والتدبير المفوض | مثال | مثال             |        |
| ...                                                                                  | .... | .....            | ..     |
| ...                                                                                  | .... | .....            | ..     |
| ...                                                                                  | .... | .....            | ..     |
| ...                                                                                  | .... | .....            | ..     |

### انسحاب حزب الاستقلال من الحكومة
بعد أن قرر المجلس الوطني لحزب الاستقلال الانسحاب من الحكومة ، قدم خمس وزراء من أصل ست استقالاتهم إلى رئيس الحكومة الحكومة.
بعد قبول الاستقالات من طرف ملك المغرب، بدأ عبد الإله بنكيران مشاوراته مع أحزاب المعارضة من أجل تشكيل أغلبية برلمانية جديدة.